# 渡邊勇大
渡邊勇大（日语：／ Watanabe Yūta，1997年6月13日—），日本男子羽毛球運動員。東京都杉並区出生，畢業於富岡第一中学校、猪苗代中及富岡高校。2016年4月加入日本Unisys株式會社，並為旗下羽毛球部的成員，隊員編號為1號。2022年3月31日，與BIPROGY（原日本Unisys）簽約成為職業球員。
渡邊勇大專攻雙打。在混合雙打方面，他與搭檔五十嵐有紗曾在2018年、2021年、2022年三度獲得全英羽毛球公開賽冠軍及兩屆奧運銅牌，兩人最高世界排名第1。在男子雙打方面，他與搭檔遠藤大由曾在2019年獲得亞洲羽毛球錦標賽冠軍，并在2020年、2021年两度获得全英羽毛球公開賽冠軍，兩人最高世界排名第4。

## 球員生涯
2014年2月，渡邊勇大代表日本参加臺灣臺北市举办的亞洲青年羽毛球錦標賽，助隊伍贏得混合團體季軍；此外，还与青年期的三橋健也赢得男子双打季军。同年4月，他再次在馬來西亞亞羅士打舉行的世界青年羽毛球錦標賽，助隊伍贏得混合團體季軍；此外與東野有紗赢得混合雙打季軍。
翌年6月，渡邊勇大代表日本参加泰國曼谷举办的亞洲青年羽毛球錦標賽，助隊伍贏得混合團體季軍；此外，还赢得男子单打季军。同年7月，他与東野有紗出战俄羅斯羽毛球大獎賽，在混双决赛以0比2（13-21、21-23）不敌马来西亚强档的陳炳順/吳柳螢，赢得亚军。接着11月，他再次在秘魯利馬舉行的2015年世青賽，助隊伍贏得混合團體第四名；此外，與青年期的三橋健也赢得男子雙打季軍。
2016年2月，渡邊勇大与三橋健也出战奧地利羽毛球公開賽，在男双决赛以0比2（14-21、16-21）不敌赛会头号种子、英格兰强档的马库斯·埃利斯/克里斯·兰格瑞奇，赢得亚军。同年5月，他分别與三橋健也以及東野有紗出戰越南羽毛球國際賽；此外，在男双决赛以0比2（19-21、14-21）不敌赛会6号种子、马来西亚强档的王耀新/張御宇，赢得亚军；而在混雙決賽以2比0（21-16、21-14）擊敗泰国的提恩·伊斯里亚内特/帕冲攀·磋楚翁，夺得其首个国际赛双打冠軍。
2017年1月，渡邊勇大與遠藤大由出戰馬來西亞羽毛球大師賽，在男雙準决赛以0比2（20-22、19-21）敗于印尼的贝里·安格里亚万/哈迪安托，无缘决赛。同年2月，渡邊勇大與遠藤大由紧接着出戰德國羽毛球黃金大獎賽，在男雙準决赛激战三局以1比2（15-21、21-14、19-21）惜败于丹麦的金·阿斯特鲁普/安德斯·斯考劳普·拉斯姆森，再次告负。同年3月，他與東野有紗出戰全英羽毛球首要超級賽，首圈它们将面对印尼的次号组合的挑战，结果激战三局以2比1（21-17、19-21、21-12）淘汰了赛会4号种子印尼的普拉文·乔丹/戴比·苏珊托。次圈，以2比0 （21-13、21-18）轻松战胜了波蘭老将组合的罗伯特·马特斯亚克/娜蒂斯达·希尔巴。在八强中，同样打满三局以2-0 （21-17、18-21、22-20）险胜了韩国的柳延星/金荷娜。在準决赛中，以0-2（17-21、15-21）不敌马来西亚首号组合的陳炳順/吳柳螢，首次闯入四强的佳绩。同年8月，他參加苏格兰格拉斯哥舉行的世界羽毛球錦標賽，分別與遠藤大由和東野有紗出戰混合双打項目及男子双打項目。在混雙方面，他與東野有紗以16號種子身分出戰，故在首圈輪空；但在次圈以1比2（13-21、21-16、15-21）負於愛爾蘭共和國的山姆·马吉 /克洛伊·马吉出局。而男雙方面，他與遠藤大由出戰，在首圈以2-0 （21-8、21-12）轻取印度的萨维克赛拉吉·兰基雷迪/奇拉格·谢提；但在次圈以0比2（9-21、15-21）负于中国的刘成/张楠。
2018年7月，渡邊勇大与遠藤大由出战泰國羽毛球公開賽，在男双决赛以0比2（17-21、19-21）不敌赛会头号种子、队友的嘉村健士/園田啟悟，赢得亚军。同年8月，他代表日本参加在印尼雅加达举办的亞洲運動會，跟随队友们赢得亚运会男子團體季军。
在2019到2022期間，渡邊勇大與搭檔東野有紗在多項賽事取得不俗的成績。在2021年接連贏下全英羽毛球公開賽混雙冠軍、丹麥羽球公開賽冠軍以及法國羽球公開賽冠軍，再其餘高級別賽事皆闖入四強之內，2021年5月，渡邊/東野出戰2020年夏季奧林匹克運動會，在混雙準決賽以1比2不敵最終金牌得主王懿律/黃東萍；最終在銅牌戰中以2比0擊敗來自香港的鄧俊文/謝影雪，獲得銅牌。
2022年，渡邊/東野在全英羽球公開賽混雙決賽中，以直落2-0（21-19、21-19）擊敗來自中國的東京奧運會混雙冠軍黃東萍/王懿律收穫冠軍，並成為日本史上首組蟬聯全英羽球公開賽冠軍的混雙組合。此外，「東渡」組合更是在2021、2022年連續兩屆闖入世界羽球錦標賽混雙決賽。
2023年，渡邊勇大與東野有紗先是在年初的馬來西亞羽球公開賽以及印度羽球公開賽取得亞軍與冠軍的成績，然而在接著舉行的全英羽球公開賽中，渡邊勇大在次圈對戰來自韓國的金元昊/鄭娜英時受傷並退賽，未能衛冕冠軍。傷後復出的渡邊勇大狀態明顯下滑，但在復出後參賽的新加坡羽球公開賽及印尼羽球公開賽皆闖入決賽並收穫亞軍。同年八月，兩人在日本公開賽四強擊敗鄭思維/黃雅瓊，並在決賽中以2-1擊敗泰國的 德差蓬·保乌拉努科/沙西丽·德拉达那猜 ，也是第一組獲得日本公開賽冠軍的日本混雙組合。
2024年兩人在年初的馬來西亞羽球公開賽戰勝韓國的金元昊/鄭娜銀獲得冠軍，其後兩人又在三月的全英羽球公開賽奪得亞軍。同年七月的夏季奧林匹克運動會羽毛球混合雙打比賽，兩人在半決賽不敵最終冠軍，一號種子的鄭思維/黃雅瓊，並在銅牌戰中擊敗韓國的徐承宰/蔡侑玎獲得第二枚奧運銅牌，也是日本羽球歷史上第一組獲得兩屆奧運獎牌的組合。
八月東渡組合透過所屬企業隊宣布在2024年日本公開賽後拆對，渡邊勇大改與屬ACT SAIKYO球隊的田口真彩搭檔。

## 主要比賽成績
只列出曾進入準決賽的國際賽事成績：
| 年份   | 賽事                     | 公開賽級別 | 項目     | 拍檔     | 成績   |
| ------ | ------------------------ | ---------- | -------- | -------- | ------ |
| 2014年 | 亞洲青年羽毛球錦標賽     | 其他       | 混合團體 | －       | 季軍   |
| 2014年 | 亞洲青年羽毛球錦標賽     | 其他       | 男子雙打 | 三橋健也 | 季軍   |
| 2014年 | 世界青年羽毛球錦標賽     | 其他       | 混合團體 | －       | 季軍   |
| 2014年 | 世界青年羽毛球錦標賽     | 其他       | 混合雙打 | 東野有紗 | 季軍   |
| 2015年 | 亞洲青年羽毛球錦標賽     | 其他       | 混合團體 | －       | 季軍   |
| 2015年 | 亞洲青年羽毛球錦標賽     | 其他       | 男子單打 | －       | 季軍   |
| 2015年 | 俄羅斯羽毛球大獎賽       | 大獎賽     | 混合雙打 | 東野有紗 | 亞軍   |
| 2015年 | 世界青年羽毛球錦標賽     | 其他       | 混合團體 | －       | 第四名 |
| 2015年 | 世界青年羽毛球錦標賽     | 其他       | 男子雙打 | 三橋健也 | 季軍   |
| 2016年 | 奧地利羽毛球公開賽       | 國際挑戰賽 | 男子雙打 | 三橋健也 | 亞軍   |
| 2016年 | 中國羽毛球大師賽         | 黃金大獎賽 | 混合雙打 | 東野有紗 | 準決賽 |
| 2016年 | 越南羽毛球國際挑戰賽     | 國際挑戰賽 | 男子雙打 | 三橋健也 | 亞軍   |
| 2016年 | 越南羽毛球國際挑戰賽     | 國際挑戰賽 | 混合雙打 | 東野有紗 | 冠軍   |
| 2017年 | 馬來西亞羽毛球大師賽     | 黃金大獎賽 | 男子雙打 | 遠藤大由 | 準決賽 |
| 2017年 | 亞洲羽毛球混合團體錦標賽 | 其他       | 混合團體 | －       | 冠軍   |
| 2017年 | 德國羽毛球黃金大獎賽     | 黃金大獎賽 | 男子雙打 | 遠藤大由 | 準決賽 |
| 2017年 | 全英羽毛球首要超級賽     | 首要超級賽 | 混合雙打 | 東野有紗 | 準決賽 |
| 2017年 | 蘇迪曼盃                 | 其他       | 混合團體 | －       | 季軍   |
| 2018年 | 全英羽毛球公開賽         | 超級1000賽 | 男子雙打 | 遠藤大由 | 準決賽 |
| 2018年 | 全英羽毛球公開賽         | 超級1000賽 | 混合雙打 | 東野有紗 | 冠軍   |
| 2018年 | 湯姆斯盃                 | 其他       | 男子團體 |          | 亞軍   |
| 2018年 | 馬來西亞羽球公開賽       | 超級750賽  | 男子雙打 | 遠藤大由 | 亞軍   |
| 2018年 | 馬來西亞羽球公開賽       | 超級750賽  | 混合雙打 | 東野有紗 | 準決賽 |
| 2018年 | 泰國羽毛球公開賽         | 超級500賽  | 男子雙打 | 遠藤大由 | 亞軍   |
| 2018年 | 亞洲運動會羽毛球比賽     | 其他       | 男子團體 | －       | 銅牌   |
| 2018年 | 日本羽毛球公開賽         | 超級750賽  | 混合雙打 | 東野有紗 | 準決賽 |
| 2018年 | 韓國羽毛球公開賽         | 超級500賽  | 男子雙打 | 遠藤大由 | 冠軍   |
| 2018年 | 法國羽毛球公開賽         | 超級750賽  | 混合雙打 | 東野有紗 | 準決賽 |
| 2018年 | 中國福州羽毛球公開賽     | 超級750賽  | 混合雙打 | 東野有紗 | 準決賽 |
| 2018年 | 香港羽毛球公開賽         | 超級500賽  | 混合雙打 | 東野有紗 | 冠軍   |
| 2018年 | 世界羽聯世界巡迴賽總決賽 | 總決賽     | 男子雙打 | 遠藤大由 | 亞軍   |
| 2018年 | 世界羽聯世界巡迴賽總決賽 | 總決賽     | 混合雙打 | 東野有紗 | 準決賽 |
| 2019年 | 馬來西亞羽毛球大師賽     | 超級500賽  | 混合雙打 | 東野有紗 | 冠軍   |
| 2019年 | 印度尼西亞羽毛球大師賽   | 超級500賽  | 混合雙打 | 東野有紗 | 準決賽 |
| 2019年 | 德國羽毛球公開賽         | 超級300賽  | 男子雙打 | 遠藤大由 | 冠軍   |
| 2019年 | 全英羽毛球公開賽         | 超級1000賽 | 混合雙打 | 東野有紗 | 亞軍   |
| 2019年 | 亞洲羽毛球混合團體錦標賽 | 其他       | 混合團體 | －       | 亞軍   |
| 2019年 | 亞洲羽毛球錦標賽         | 其他       | 男子雙打 | 遠藤大由 | 冠軍   |
| 2019年 | 紐西蘭羽毛球公開賽       | 超級300賽  | 男子雙打 | 遠藤大由 | 亞軍   |
| 2019年 | 蘇迪曼盃                 | 其他       | 混合團體 | －       | 亞軍   |
| 2019年 | 澳洲羽毛球公開賽         | 超級300賽  | 混合雙打 | 東野有紗 | 準決賽 |
| 2019年 | 泰國羽毛球公開賽         | 超級500賽  | 男子雙打 | 遠藤大由 | 準決賽 |
| 2019年 | 泰國羽毛球公開賽         | 超級500賽  | 混合雙打 | 東野有紗 | 亞軍   |
| 2019年 | 世界羽毛球錦標賽         | 其他       | 混合雙打 | 東野有紗 | 季军   |
| 2019年 | 法國羽毛球公開賽         | 超級750賽  | 男子雙打 | 遠藤大由 | 準決賽 |
| 2019年 | 法國羽毛球公開賽         | 超級750賽  | 混合雙打 | 東野有紗 | 準決賽 |
| 2019年 | 中國福州羽毛球公開賽     | 超級750賽  | 混合雙打 | 東野有紗 | 準決賽 |
| 2019年 | 香港羽毛球公開賽         | 超級500賽  | 男子雙打 | 遠藤大由 | 準決賽 |
| 2019年 | 香港羽毛球公開賽         | 超級500賽  | 混合雙打 | 東野有紗 | 冠軍   |
| 2019年 | 世界羽聯世界巡迴賽總決賽 | 總決賽     | 男子雙打 | 遠藤大由 | 亞軍   |
| 2019年 | 世界羽聯世界巡迴賽總決賽 | 總決賽     | 混合雙打 | 東野有紗 | 準決賽 |
| 2020年 | 亞洲羽毛球團體錦標賽     | 其他       | 男子團體 | －       | 季軍   |
| 2020年 | 全英羽毛球公開賽         | 超級1000賽 | 男子雙打 | 遠藤大由 | 冠軍   |
| 2021年 | 全英羽毛球公開賽         | 超級1000賽 | 男子雙打 | 遠藤大由 | 冠軍   |
| 2021年 | 全英羽毛球公開賽         | 超級1000賽 | 混合雙打 | 東野有紗 | 冠軍   |
| 2021年 | 奧林匹克運動會羽毛球比賽 | 其他       | 混合雙打 | 東野有紗 | 銅牌   |
| 2021年 | 蘇迪曼盃                 | 其他       | 混合團體 | －       | 亞軍   |
| 2021年 | 湯姆斯盃                 | 其他       | 男子團體 | －       | 季軍   |
| 2021年 | 丹麥羽毛球公開賽         | 超級1000賽 | 混合雙打 | 東野有紗 | 冠軍   |
| 2021年 | 法國羽毛球公開賽         | 超級750賽  | 混合雙打 | 東野有紗 | 冠軍   |
| 2021年 | 印尼羽毛球大師賽         | 超級750賽  | 混合雙打 | 東野有紗 | 準決賽 |
| 2021年 | 印尼羽毛球公開賽         | 超級1000賽 | 混合雙打 | 東野有紗 | 亞軍   |
| 2021年 | 世界羽聯世界巡迴賽總決賽 | 總決賽     | 混合雙打 | 東野有紗 | 亞軍   |
| 2021年 | 世界羽毛球錦標賽         | 其他       | 混合雙打 | 東野有紗 | 亞軍   |
| 2022年 | 全英羽毛球公開賽         | 超級1000賽 | 混合雙打 | 東野有紗 | 冠軍   |
| 2022年 | 亞洲羽毛球錦標賽         | 其他       | 混合雙打 | 東野有紗 | 季軍   |
| 2022年 | 湯姆斯盃                 | 其他       | 男子團體 | －       | 季軍   |
| 2022年 | 泰國羽毛球公開賽         | 超級500賽  | 混合雙打 | 東野有紗 | 準決賽 |
| 2022年 | 印尼羽毛球公開賽         | 超級1000賽 | 混合雙打 | 東野有紗 | 亞軍   |
| 2022年 | 世界羽毛球錦標賽         | 其他       | 混合雙打 | 東野有紗 | 亞軍   |
| 2022年 | 日本羽毛球公開賽         | 超級750賽  | 混合雙打 | 東野有紗 | 亞軍   |
| 2023年 | 馬來西亞羽毛球公開賽     | 超級1000賽 | 混合雙打 | 東野有紗 | 亞軍   |
| 2023年 | 印度羽毛球公開賽         | 超級750賽  | 混合雙打 | 東野有紗 | 冠軍   |
| 2023年 | 蘇迪曼盃                 | 其他       | 混合團體 | －       | 季軍   |
| 2023年 | 新加坡羽毛球公開賽       | 超級750賽  | 混合雙打 | 東野有紗 | 亞軍   |
| 2023年 | 印尼羽毛球公開賽         | 超級1000賽 | 混合雙打 | 東野有紗 | 亞軍   |
| 2023年 | 韓國羽毛球公開賽         | 超級500賽  | 混合雙打 | 東野有紗 | 準決賽 |
| 2023年 | 日本羽毛球公開賽         | 超級750賽  | 混合雙打 | 東野有紗 | 冠軍   |
| 2023年 | 世界羽毛球錦標賽         | 其他       | 混合雙打 | 東野有紗 | 季軍   |
| 2023年 | 亞洲運動會羽毛球比賽     | 其他       | 男子團体 | －       | 銅牌   |
| 2023年 | 亞洲運動會羽毛球比賽     | 其他       | 混合雙打 | 東野有紗 | 銀牌   |
| 2023年 | 法國羽毛球公開賽         | 超級750賽  | 混合雙打 | 東野有紗 | 準決賽 |
| 2023年 | 日本熊本羽毛球大師賽     | 超級500賽  | 混合雙打 | 東野有紗 | 準決賽 |
| 2023年 | 世界羽聯世界巡迴賽總決賽 | 總決賽     | 混合雙打 | 東野有紗 | 準決賽 |
| 2024年 | 馬來西亞羽毛球公開賽     | 超級1000賽 | 混合雙打 | 東野有紗 | 冠軍   |
| 2024年 | 全英羽毛球公開賽         | 超級1000賽 | 混合雙打 | 東野有紗 | 亞軍   |
| 2024年 | 奧林匹克運動會羽毛球比賽 | 其他       | 混合雙打 | 東野有紗 | 銅牌   |
| 2025年 | 斯里蘭卡羽毛球國際挑戰賽 | 國際挑戰賽 | 混合雙打 | 田口真彩 | 亞軍   |
| 2025年 | 斯里蘭卡羽毛球國際系列賽 | 國際系列賽 | 混合雙打 | 田口真彩 | 冠軍   |

| 2007-2017年 | 首要超級賽 | 超級賽 | 黃金大獎賽 | 大獎賽 | 國際挑戰賽 | 國際系列賽 | 未來系列賽 | 其他 |

| 2018-2026年 | 總決賽 | 超級1000賽 | 超級750賽 | 超級500賽 | 超級300賽 | 超級100賽 | 國際挑戰賽 | 國際系列賽 | 未來系列賽 | 其他 |

### 奧運會和世錦賽參賽紀錄
|          | 搭檔     | 2017 | 2018 | 2019 | 2020 | 2021 | 2022 | 2023 | 2024 |
| -------- | -------- | ---- | ---- | ---- | ---- | ---- | ---- | ---- | ---- |
| 男子雙打 | 遠藤大由 | 32強 | 16強 | 32強 | 8強  | －   | －   | －   | －   |
|          |          |      |      |      |      |      |      |      |      |
| 混合雙打 | 東野有紗 | 32強 | 16強 | 季軍 | 銅牌 | 亞軍 | 亞軍 | 季軍 | 銅牌 |

## 主要对賽记录
渡邊勇大與主要對手的對賽成績如下（只列出對賽五次或以上對手，截至2023年12月16日）：
男雙 - 遠藤大由
| 對手              | 對賽次數 | 對賽結果 | 對賽結果 | 總計 |
| 對手              | 對賽次數 | 勝       | 負       | 總計 |
| ----------------- | -------- | -------- | -------- | ---- |
| 嘉村健士 园田启悟 | 6        | 4        | 2        | +2   |
| 總計              | 6        | 4        | 2        | +2   |

| 對手                                          | 對賽次數 | 對賽結果 | 對賽結果 | 總計 |
| 對手                                          | 對賽次數 | 勝       | 負       | 總計 |
| --------------------------------------------- | -------- | -------- | -------- | ---- |
| 李俊慧 劉雨辰                                 | 9        | 5        | 4        | +1   |
| 马库斯·费尔纳尔迪·吉德翁 凯文·桑加亚·苏卡穆约 | 8        | 6        | 2        | +4   |
| 穆罕默德·阿赫桑 亨德拉·塞蒂亞萬               | 8        | 2        | 6        | -4   |
| 王耀新 張御宇                                 | 6        | 6        | 0        | +6   |
| 金·阿斯特鲁普 安德斯·斯考勞普·拉斯姆森        | 5        | 3        | 2        | +2   |
| 廖敏竣 蘇敬恒                                 | 5        | 2        | 3        | -1   |
| 总计                                          | 41       | 24       | 17       | +7   |

混雙 - 東野有紗
| 對手                | 對賽次數 | 對賽結果 | 對賽結果 | 總計 |
| 對手                | 對賽次數 | 勝       | 負       | 總計 |
| ------------------- | -------- | -------- | -------- | ---- |
| 金子祐树 松友美佐纪 | 6        | 5        | 1        | +4   |
| 總計                | 6        | 5        | 1        | +4   |

| 對手                                       | 對賽次數 | 對賽結果 | 對賽結果 | 總計 |
| 對手                                       | 對賽次數 | 勝       | 負       | 總計 |
| ------------------------------------------ | -------- | -------- | -------- | ---- |
| 郑思维 黄雅琼                              | 19       | 5        | 14       | -9   |
| 王懿律 黄东萍                              | 14       | 3        | 11       | -8   |
| 邓俊文 谢影雪                              | 16       | 14       | 2        | +12  |
| 德差蓬·保乌拉努科 沙西丽·德拉达那猜        | 12       | 8        | 4        | +4   |
| 徐承宰 蔡侑玎                              | 10       | 6        | 4        | +2   |
| 陈健铭 賴沛君                              | 9        | 6        | 3        | +3   |
| 陈炳顺 吴柳莹                              | 9        | 5        | 4        | +1   |
| 马蒂亚斯·克里斯蒂安森 亚历山德拉·博尔      | 8        | 7        | 1        | +6   |
| 哈菲茲·費薩爾 格羅里亞·埃馬努埃萊·維德佳佳 | 6        | 5        | 1        | +4   |
| 何济霆 杜玥                                | 6        | 4        | 2        | +2   |
| 吴埙阀 赖洁敏                              | 5        | 4        | 1        | +3   |
| 克里斯·爱德考克 加布里·爱德考克            | 5        | 4        | 1        | +3   |
| 普拉文·乔丹 梅拉蒂·达伊瓦·奥克塔维亚尼     | 6        | 4        | 2        | +2   |
| 总计                                       | 112      | 68       | 44       | +24  |

## 註腳